# Vice Squad
I Vice Squad sono un gruppo musicale punk rock britannico formatosi nel 1978 a Bristol (Inghilterra).

## Storia
Il gruppo si è formato dall'unione di due band locali, The Contingent e TV Brakes. La formazione originale ha anche suonato sotto il nome "The Sex Aids". La compositrice e cantante Beki Bondage (Rebecca Louise Bond all'anagrafe) ha fatto parte è stata componente sia del gruppo originario che di quello ricomposto nel 1998. È stata spesso citata come la prima punk pin-up, apparendo spesso nelle copertine di influenti riviste musicali come Melody Maker, NME e Smash Hits.
I Vice Squad sono stati anche spesso criticati negli anni ottanta per aver firmato un contratto con la major EMI.
La band continua in tour attraverso l'Europa e gli Stati Uniti ed ha pubblicato nel 2006 l'Album Defiant prodotto dal chitarrista Paul Rooney.
Beki è stata anche spesso citata per la grande influenza che ebbe nelle future punk rocker femminili.

## Formazione

### Formazione attuale
- Beki Bondage - voce
- Paul Rooney - chitarra
- Michael Gianquinto - basso
- Kev Taylor - batteria

### Ex componenti
- Dave Bateman - chitarra
- Mark Hambly - basso
- Shane Baldwin - batteria
- Lia - voce (nell'album Shot Away)
- Sooty - chitarra (nell'album Shot Away)

## Discografia
- Last Rockers (1980) EP
- Resurrection (1981) EP
- No Cause for Concern (1981)
- Live in Sheffield (1981)
- Stand Strong, Stand Proud (1982)
- Stand Strong (1982) EP
- State of the Nation (1982) EP
- Shot Away (1985)
- Live and Loud!! (1988)

### Dopo il 1998
- Get a Life (1999)
- Resurrection (1999)
- Lo-Fi Life (2000)
- Rich and Famous (2004)
- Defiant (2006)

### Apparizioni in compilation
- 2001 - A Punk Tribute to Metallica